# باول ديكسون (مذيع أخبار)
باول ديكسون (بالإنجليزية: Paul Dixon)‏ هو مذيع أخبار أمريكي، ولد في 27 أكتوبر 1918 في ألبيا في الولايات المتحدة، وتوفي في 28 ديسمبر 1974 في سينسيناتي في الولايات المتحدة.